# Corredor de coll
El corredor de coll, a Mallorca, era l'encarregat de fer públiques de viva veu les subhastes o els encants, en especial els relacionats amb immobles. El nom venia de la seva tasca de fer conèixer els encants a veu, a veu en coll. També se'ls coneixia com a corredors de coll i trompeta si feien ús d'aquest instrument. Acompanyava el lloctinent, amb so de trompetes, quan anava a la Seu els dies de festa major.
L'ofici ja estava organitzat corporativament en el segle xiv com a Col·legi dels Honorables Corredors de Coll, que tenia la confraria del gloriós Sant Joan. Era administrat per dos sobreposats i des del 1404 tenia el lloc dereunió a la parròquia de Santa Eulàlia, a la capella dels Sants Joans.